# Hadrodactylus semirufus
Hadrodactylus semirufus  (лат.) — вид мелких наездников—ихневмонид (Ichneumonidae) рода Hadrodactylus из подсемейства Ctenopelmatinae. Палеарктика: Центральная и Северная Европа, Россия (в том числе, Ярославская область, Ленинградская область, Красноярский край, Бурятия, Сахалин и др.). Задние бёдра и тазики ног красные. 1-й тергит брюшка у самок удлинённый (длина в 3—5 раз больше своей ширины), клипеус грубо пунктирован, в переднем крыле есть зеркальце. Паразитируют на пилильщиках вида Dolerus asper трибы Dolerini из семейства Tenthredinidae.
Вид был впервые описан в 1858 году шведским энтомологом А. Э. Холмгреном (August Emil Holmgren; 1829—1888), а его валидный статус подтверждён в 2011 году российским гименоптерологом Дмитрием Рафаэлевичем Каспаряном.